# 渡部克明
渡部 克明（わたなべ かつあき、1959年11月15日 - ）は、日本の実業家。ヤマハ発動機取締役会長（元代表取締役社長兼会長）。愛知県出身。

## 人物・経歴
1982年、名古屋大学工学部卒業後にヤマハ発動機入社。
2014年に取締役上席執行役員生産本部長 兼 MC事業本部第1事業部長、2016年に取締役常務執行役員MC事業本部長を経て、2018年に代表取締役副社長執行役員に就任。2022年からは代表取締役会長に就任する。2024年10月からは日髙祥博の社長退任に伴い、社長を兼務する。2025年3月25日付で設楽元文が社長に就任し、渡部は代表権の持たない取締役会長に就任した。